# Elecciones presidenciales de Estados Unidos de 2024 en Nevada
Las elecciones presidenciales de Estados Unidos de 2024 en Nevada se llevaron a cabo el 5 de noviembre de 2024, como parte de las elecciones presidenciales de Estados Unidos de 2024. Los votantes de Nevada eligieron a los 6 electores que los representarían en el Colegio Electoral mediante votación popular.
Nevada, un estado de las Montañas Rocosas, se consideró un estado clave en las elecciones de 2024, aunque ningún candidato presidencial republicano ganó en Nevada desde la estrecha victoria de George W. Bush en 2004, y mucho menos por dos dígitos desde George H. W. Bush en 1988. Nevada ha votado por el ganador de todas las elecciones presidenciales desde 1980, con la excepción de 2016, cuando respaldó a Hillary Clinton. La fuerza demócrata en Nevada se centra casi por completo en Las Vegas y Reno.
Nevada es el único estado de la unión en donde Trump perdió tanto en 2016 y 2020, qué pasó a ganarlo en 2024.

## Encuestas
| Fecha                 | Fuente                      | Muestra | Trump (R) | Biden (D) | Ventaja |
| --------------------- | --------------------------- | ------- | --------- | --------- | ------- |
| Fecha                 | Fuente                      | Muestra |           |           | Ventaja |
| 20 de junio de 2024   | P2 Insights                 | 650     | 40%       | 37%       | 3       |
| 18 de junio de 2024   | Emerson College             | 1000    | 42%       | 39%       | 3       |
| 18 de junio de 2024   | Fabrizio, Lee & Associates  | 600     | 44%       | 37%       | 7       |
| 3 de junio de 2024    | Beacon Research             | 1069    | 50%       | 45%       | 5       |
|                       |                             |         |           |           |         |
| 25 de mayo de 2024    | The Tyson Group             | 601     | 47%       | 44%       | 3       |
| 21 de mayo de 2024    | Florida Atlantic University | 494     | 51%       | 43%       | 8       |
| 21 de mayo de 2024    | Florida Atlantic University | 522     | 50%       | 42%       | 8       |
| 13 de mayo de 2024    | Morning Consult             | 459     | 44%       | 39%       | 5       |
| 13 de mayo de 2024    | BSG/GS                      | 402     | 49%       | 40%       | 9       |
| 9 de mayo de 2024     | The New York Times          | 614     | 51%       | 38%       | 13      |
| 9 de mayo de 2024     | The New York Times          | 614     | 44%       | 30%       | 14      |
|                       |                             |         |           |           |         |
| 29 de abril de 2024   | Emerson College             | 1000    | 42%       | 37%       | 5       |
| 14 de abril de 2024   | Morning Consult             | 450     | 48%       | 37%       | 11      |
|                       |                             |         |           |           |         |
| 24 de marzo de 2024   | Fabrizio, Lee & Associates  | 600     | 48%       | 44%       | 4       |
| 19 de marzo de 2024   | Echelon Insights            | 400     | 51%       | 44%       | 7       |
| 15 de marzo de 2024   | Emerson College             | 1000    | 51%       | 48%       | 3       |
| 15 de marzo de 2024   | Morning Consult             | 447     | 46%       | 44%       | 2       |
| 15 de marzo de 2024   | Morning Consult             | 447     | 42%       | 36%       | 6       |
| 5 de marzo de 2024    | Noble Predictive Insights   | 829     | 40%       | 33%       | 7       |
| 5 de marzo de 2024    | Noble Predictive Insights   | 829     | 45%       | 40%       | 5       |
|                       |                             |         |           |           |         |
| 19 de febrero de 2024 | Emerson College             | 1000    | 46%       | 40%       | 6       |
| 18 de febrero de 2024 | Morning Consult             | 445     | 48%       | 42%       | 6       |
| 18 de febrero de 2024 | Morning Consult             | 445     | 44%       | 37%       | 7       |
|                       |                             |         |           |           |         |
| 23 de enero de 2024   | Focaldata                   | -       | 51%       | 49%       | 2       |
| 23 de enero de 2024   | Focaldata                   | 704     | 43%       | 40%       | 3       |
| 21 de enero de 2024   | Morning Consult             | 457     | 48%       | 40%       | 8       |
| 8 de enero de 2024    | Emerson College             | 1294    | 42%       | 39%       | 3       |
| 8 de enero de 2024    | Emerson College             | 1294    | 47%       | 45%       | 2       |

## Resultados

### Generales
| Partido                           | Partido                           | Candidato     | Votos     | %     |
| --------------------------------- | --------------------------------- | ------------- | --------- | ----- |
|                                   | Republicano                       | Donald Trump  | 751,205   | 50.59 |
|                                   | Demócrata                         | Kamala Harris | 705,197   | 47.49 |
|                                   | Libertario                        | Chase Oliver  | 6,059     | 0.41  |
|                                   | Independiente Americano de Nevada | Joel Skousen  | 2,754     | 0.19  |
| Escritos                          | Escritos                          | Escritos      | 19,625    | 1.32  |
|                                   |                                   |               |           |       |
| Total                             | Total                             | Total         | 1,484,840 | 100   |
| Participación                     | Participación                     | Participación | 1,487,887 | 72.84 |
| Registrados                       | Registrados                       | Registrados   | 2,042,475 |       |
|                                   |                                   |               |           |       |
| Fuente: Nevada Secretary of State |                                   |               |           |       |

### Por condado
|             | Trump Republicano | Trump Republicano | Harris Demócrata | Harris Demócrata | Total     | Margen  | Margen |
| Condado     | Votos             | %                 | Votos            | %                | Total     | Votos   | %      |
| ----------- | ----------------- | ----------------- | ---------------- | ---------------- | --------- | ------- | ------ |
| Carson City | 16,873            | 54.31             | 13,375           | 43.05            | 31,068    | 3,498   | 11.26  |
| Churchill   | 9,962             | 73.78             | 3,179            | 23.54            | 13,503    | 6,783   | 50.24  |
| Clark       | 493,052           | 47.81             | 520,187          | 50.44            | 1,031,223 | -27,135 | -2.63  |
| Douglas     | 23,237            | 65.35             | 11,553           | 32.49            | 35,556    | 11,684  | 32.86  |
| Elko        | 17,352            | 77.24             | 4,632            | 20.62            | 22,465    | 12,720  | 56.62  |
| Esmeralda   | 376               | 81.56             | 73               | 15.84            | 461       | 303     | 65.72  |
| Eureka      | 910               | 87.84             | 104              | 10.04            | 1,036     | 806     | 77.80  |
| Humboldt    | 6,141             | 76.48             | 1,711            | 21.31            | 8,030     | 4,430   | 55.17  |
| Lander      | 2,180             | 80.00             | 482              | 17.69            | 2,725     | 1,698   | 62.31  |
| Lincoln     | 2,108             | 85.28             | 314              | 12.70            | 2,472     | 1,794   | 72.58  |
| Lyon        | 23,861            | 71.14             | 8,954            | 26.70            | 33,541    | 14,907  | 44.44  |
| Mineral     | 1,528             | 66.58             | 711              | 30.98            | 2,295     | 817     | 35.60  |
| Nye         | 18,946            | 70.18             | 7,559            | 28.00            | 26,997    | 11,387  | 42.18  |
| Pershing    | 1,764             | 76.43             | 496              | 21.49            | 2,308     | 1,268   | 54.94  |
| Storey      | 2,108             | 68.55             | 913              | 29.69            | 3,075     | 1,195   | 38.86  |
| Washoe      | 127,443           | 48.32             | 130,071          | 49.32            | 263,734   | -2,628  | -1.00  |
| White Pine  | 3,364             | 77.32             | 883              | 20.29            | 4,351     | 2,481   | 57.03  |